# Гайлігеншвенді
Гайлігеншвенді (нім. Heiligenschwendi) — громада  в Швейцарії в кантоні Берн, адміністративний округ Тун.

## Географія
Громада розташована на відстані близько 29 км на південний схід від Берна.
Гайлігеншвенді має площу 5,6 км², з яких на 7,3% дозволяється будівництво (житлове та будівництво доріг), 49% використовуються в сільськогосподарських цілях, 43,2% зайнято лісами, 0,5% не є продуктивними (річки, льодовики або гори).

## Демографія
2019 року в громаді мешкало 707 осіб (+6,2% порівняно з 2010 роком), іноземців було 9,1%. Густота населення становила 127 осіб/км².
За віковим діапазоном населення розподілялося таким чином: 19% — особи молодші 20 років, 56,9% — особи у віці 20—64 років, 24,2% — особи у віці 65 років та старші. Було 347 помешкань (у середньому 2 особи в помешканні).
Із загальної кількості 586 працюючих 38 було зайнятих в первинному секторі, 11 — в обробній промисловості, 537 — в галузі послуг.